# 다이라다테촌 (아오모리현)
다이라다테촌(平舘村) 아오모리현 히가시쓰가루군의 북동부에 위치했던 촌이다.

## 지리
아오모리만의 입구인 히라타테 해협 서쪽에 면한 촌으로, 마루야가타다케의 동쪽을 마을 구역으로 구성되어 있다. 촌사무소는 유노사와강 하구 부근, 마을의 거의 중앙에 위치해 있다.

## 연혁
- 1889년 4월 1일 - 정촌제 시행에 의해 이시하마촌의 일부, 히라다테촌, 네기시촌, 이시자키촌, 노다촌, 이마즈촌을 합병해, 히라다테촌이 성립하였다.
- 2005년 3월 28일 - 가니타정, 미마야촌과 신설 합병에 의해, 소토가하마정이 되었다.

## 교통

### 도로
- 국도 280호선